# Saint Flavit
Saint Flavit, ou Flavy (Flavitus), est un saint ermite du diocèse de Troyes du VIIe siècle. Il est fêté localement le 18 décembre.

## Biographie
Né en Lombardie, il est vendu comme esclave de guerre par les Francs vainqueurs à un riche seigneur, Montan, dont le domaine se trouve à Marcilly-le-Hayer. Il garde le troupeau de porcs de Montan dans la forêt d'Othe. Il est diffamé et accusé faussement par la femme de ce seigneur. Mais ayant guéri ce maître de maladie et malgré l'hostilité de l'entourage de ce dernier, il est affranchi. Il devient ermite dans la forêt et s'attire la bienveillance de la population par ses mortifications et son charisme. L'évêque de Sens, saint Loup (ou Leu), l'ordonne prêtre.
Il devient apôtre de la région et thaumaturge. Il meurt à Marcilly-le-Hayer le 18 décembre 630, sous l'épiscopat de Ragnégisile, dix-septième évêque de Troyes.
Ses reliques sont partagées entre l'abbaye Sainte-Colombe de Sens et le prieuré Saint-Flavit de Villemaur-sur-Vanne,, dépendant de l'abbaye de Montier-la-Celle, et détruit au XVIIIe siècle. Le Trésor de la cathédrale de Sens conserve une châsse de saint Flavit dont on a extrait en 1896 un suaire du XIIe siècle.
Une petite chapelle a été construite à l'emplacement de son ermitage en 1897, tout près de Marcilly-le-Hayer.
Le village de Saint-Flavy dans l'Aube garde sa mémoire.